# Archaïscher Torso Apollos

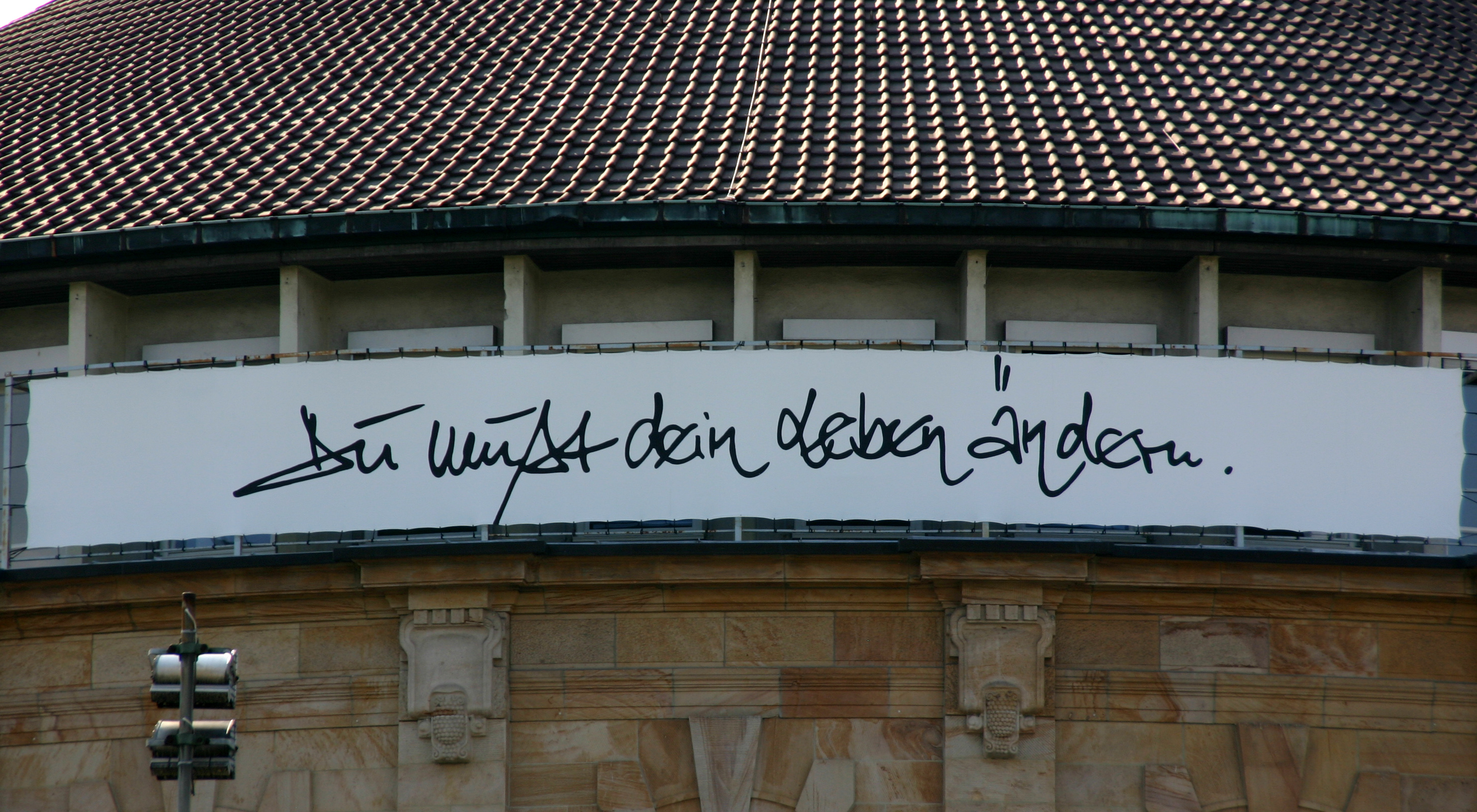
Zitat am Theater Freiburg

Archaïscher Torso Apollos ist der Titel eines Gedichts von Rainer Maria Rilke. Mit den 1908 in Paris geschriebenen Versen beginnt der zweite Teil seiner Neuen Gedichte, mit denen er sich von seiner gefühlsorientierten Lyrik abwendet, um die Dinge gleichsam selbst sprechen zu lassen und den Menschen eine unmittelbare Erfahrung der sie umgebenden Welt zu ermöglichen.
Das Werk hält die überwältigenden Eindrücke fest, die der Betrachter eines Torsos des Gottes der Dichtkunst Apollon erfährt.
Mit der auffordernden Sentenz seines letzten Verses (Du mußt dein Leben ändern) gehört das Gedicht zu den bekanntesten Werken Rilkes.

## Struktur und Text
Der Form nach handelt es sich um ein Sonett mit jambischen Fünfhebern. Die Quartette verwenden umarmende, außen männliche, innen weibliche Reime. Das erste Terzett beginnt mit einem Paarreim, nach dem die Struktur in Form von Kreuzreimen wieder alternierend verschränkt wird ([fgfg]). Das
Reimschema lautet demnach [abba cddc eef gfg].
Die Verse lauten:
Wir kannten nicht sein unerhörtes Haupt,

darin die Augenäpfel reiften. Aber

sein Torso glüht noch wie ein Kandelaber,

in dem sein Schauen, nur zurückgeschraubt,

sich hält und glänzt. Sonst könnte nicht der Bug

der Brust dich blenden, und im leisen Drehen

der Lenden könnte nicht ein Lächeln gehen

zu jener Mitte, die die Zeugung trug.

Sonst stünde dieser Stein entstellt und kurz

unter der Schultern durchsichtigem Sturz

und flimmerte nicht so wie Raubtierfelle;

und bräche nicht aus allen seinen Rändern

aus wie ein Stern: denn da ist keine Stelle,

die dich nicht sieht. Du mußt dein Leben ändern.

## Hintergrund und Deutungen
Wie den ersten Teil seiner Neuen Gedichte leitet Rilke auch den zweiten mit (noch berühmteren) Versen ein, in denen der Dichtergott Apoll eine entscheidende Rolle spielt. Geht das erste, Früher Apollo betitelte Gedicht von dem spätarchaischen Kopf eines Jünglings im Pariser Louvre aus, der mit weitgeöffneten Augen durch die Betrachter hindurchblickte, ist das zweite Rilkes Faszination für einen Jünglingstorso zu verdanken. Während Gertrud Höhler von der bruchstückhaften Statue des Torso vom Belvedere (des Bildhauers Apollonius) als Ausgangspunkt spricht, schreibt Wolfgang G. Müller, es sei ein Jünglingstorso, den Rilke vermutlich im Louvre gesehen habe.
Für Ulrich Karthaus stellt das Kunstwerk einen hohen Anspruch an den Rezipienten, vor dem dieser versagen kann. Die wachsende Macht des Lichts, die von dem Stein ausgeht, sei eine Metapher der Wahrheit. Der Imperativ „Du mußt dein Leben ändern“ ziele nicht auf eine Umgestaltung der Lebensweise und sei nicht mit dem Katalog religiöser Gebote zu vergleichen. Die aus dem Leuchten des Torsos glimmende Wahrheit, die sich zu einer sternenhaften Lichtexplosion steigere, erinnere an den Glanz, der in der Türhüterparabel Franz Kafkas aus der Tür des Gesetzes leuchte, eines Gesetzes, das ebenfalls nicht definiert werde. Es sei vielmehr ein individuelles Gebot des eigenen Lebens, ein noch nicht verwirklichtes Potential, das wir in erfüllten Momenten unseres Lebens jäh erkennen.
Wolfgang G. Müllers Deutung geht in eine ähnliche Richtung. Er weist auf Rilkes „dynamisches Dingverständnis“ hin: Während der versunkenen Betrachtung in einen Gegenstand kann es zu persönlichen Entwicklungen kommen, die häufig als „Übergang“ oder „Verwandlung“ bezeichnet werden. Die Übergänge zeigen sich in den Gedichten als Momente intensiver Wahrnehmung und haben den Charakter einer Epiphanie. Wie bei James Joyce und Virginia Woolf, Hermann Broch und Hugo von Hofmannsthal in seinem Chandos-Brief seien sie nicht im religiösen Sinne zu verstehen, sondern als eine Überhöhung und Verklärung des Daseins, was auch in einer besonderen Metaphorik deutlich werde.
Wie das den ersten Teil der Sammlung einleitende Apollo-Sonett kann laut Müller auch dieses Gedicht als komplexe Epiphanie interpretiert werden. Dies zeige sich im steten Gebrauch von Lichtmetaphern, welche die Teile der nur noch bruchstückhaften Statue verbinden. Hätte das Schauen des Gottes sich nicht in dem Torso erhalten, würde „der Bug / der Brust dich nicht blenden“ und der flimmernde Stein „bräche nicht aus allen seinen Rändern / aus wie ein Stern...“
Peter Sloterdijk wählte den letzten Satz des Gedichts für den Titel seines Essays Du mußt dein Leben ändern aus. Für ihn ist er die Zusammenfassung, Verdichtung und Eindampfung aller religiösen Lehren, Übungsanleitungen und Trainings, die den Menschen auf seine „vertikalen Spannungen“ hinweisen und ihn erinnern, sich seiner Möglichkeiten bewusst zu werden, über sich hinauszuwachsen und letztlich „mit einem Gott“ zu trainieren.